# 奎宿五
奎宿五 (δ And / 仙女座δ)是仙女座的一个双星系统，距离地球约101光年。除了在拜耳命名法中为仙女座的δ星外，它在Elijah H. Burritt的星表里也被称作Delta。
它是长周期的分光双星，绕行周期约为15,000天（41年），恒星系统总的视星等约为3.28。该双星系统的主星是一颗K型的巨星， 而伴星据信相对较暗（因为还没有被干涉测量过），它可能是G型的主序星或白矮星。奎宿五发出的红外超辐射表示它可能被尘埃壳包围着。